# Carlos Visentín
Mirio Carlos Alberto Visentín Posagno (Santa Fe, 28 novembre 1918 – Santa Fe, 12 ottobre 2017) è stato un pallanuotista argentino, che ha partecipato alle Olimpiadi di Londra 1948 e di Helsinki 1952, assieme al fratello Marcelo.
Ha vinto un oro ai Giochi Panamericani del 1951.